# Delcourt/Tonkam

Logo de la collection Delcourt/Tonkam.

Delcourt/Tonkam est une collection manga publiée par les éditions Delcourt.

## Historique
En 2001, Delcourt s'associe avec la maison d'édition Akata pour créer une collection manga sous le label « Delcourt/Akata ».
En 2013, les éditeurs Delcourt et Akata séparent leur catalogue. La collection manga de Delcourt est alors renommée « Delcourt Mangas ».
En 2014, Delcourt rachète la maison d'édition Tonkam, qui devient une collection manga publiée parallèlement à celle de l'éditeur.
En 2016, les deux collections manga de Delcourt, « Tonkam » et « Delcourt Mangas », fusionnent sous le titre « Delcourt/Tonkam ».
Delcourt possède également la collection Soleil Manga de l'éditeur Soleil Productions depuis le rachat de ce dernier en 2011.

### Liens
Site officiel